# Lord Protect My Child
Lord Protect My Child è una canzone scritta da Bob Dylan e registrata il 2 maggio 1983 in dieci tracce agli Avatar studios di New York. La canzone è un'outtake dell'album Infidels e sarebbe stata inclusa più tardi in The Bootleg Series Volumes 1–3 (Rare & Unreleased) 1961–1991 sul volume 3. Ad oggi non ci è noto il motivo dell'esclusione di Lord Protect My Child da Infidels. Il testo del brano, di evidente ispirazione cristiana, è dedicato al figlio di Dylan. In una recensione Jonathan Lethem definisce la canzone "un blues dolorosamente sincero che [fornisce] un raro scorcio di Bob Dylan nei panni di genitore". Susan Tedeschi, Derek Trucks, e Dave Brubeck hanno realizzato diverse versioni di Lord Protect My Child che venne anche utilizzata come sigla del docu-film relativo alla tratta di esseri umani Not My Life.